# Udmurtok
Az udmurtok (külső elnevezésük: votjákok) az uráli, azon belül a finnugor csoport, finn-permi ágához tartozó nép. Legközelebbi rokonaik a komik (zürjének), velük együtt alkotják a permi ágat. Oroszország európai részén, elsősorban az Urál lábainál, a Káma és a Vjatka alsó folyása közötti térségben élnek, túlnyomó többségük az Udmurt Köztársaságban. Nagyobb csoportjaik élnek még a Baskír és a Tatár Köztársaságban, valamint a Kirovi területen és a Permi területen. Az udmurtokat három nagy etnikai csoportra oszthatjuk, a délire, az északira és a beszermánokra. E csoportok a nyelvi különbségeken túl az anyagi kultúra számos vonásában is eltérnek egymástól. Embertanilag az udmurtok külön típust képeznek szomszédos nyelvrokonaik között, ez a szuburáli, vjatka-kámai típus, mely az europid és mongoloid rasszok bonyolult keveredése következtében jött létre. Jellemzőjük az európai vonások túlsúlya mellett a vörös hajú emberek magas százaléka. Korábban az udmurtok félnomád erdőlakók voltak, akik folyóparti közösségekben éltek.

## Elnevezésük
Az udmurt név feltételezhetően az *odo-mort szóösszetételből származik. Az első rész (*odo) permi eredetű, jelentése 'rét, tisztás, mező, kaszáló'.  A második rész (mort) jelentése 'személy', bár a szó csak az udmurthoz legközelebbi nyelvekben van meg (vö. komi: mort, mari: mari), de az udmurtból hiányzik. Az udmurt szó jelentése tehát 'réti emberek'. Ezt támasztja alá egy 1557-ben keltezett dokumentum is, amelyben az udmurtokat a hagyományos orosz 'otyaki' név mellett, lugovye lyudi (réti emberek) néven említik. Ez a magyarázat meglehetősen bizonytalan, de ennél meggyőzőbb jelenleg nem áll rendelkezésre.
Egyes nyelvészek szerint, a két szó valamilyen iráni nyelvből került át a permi nyelvekbe: *mertä vagy *martiya (személy, férfi) (vö. perzsa mard). Ezt talán egy indoárja kifejezésből vették át: *maryá (férfi), védikus szanszkrit: márya (fiatal harcos) és marut (szekér harcos).
Vladimir Napolskikh és Sergey Belykh szerint, az udmurt népnevet teljes egészében egy iráni nyelvből kölcsönözték: *anta-marta (külső övezeti lakos, határterület) → Proto-Permi *odə-mort → Udmurt: udmurt.
A 13. századi orosz krónikák vjada néven említik az udmurtokat, ez feltehetően a Vjatka névvel függ össze.
Az 1920-as évekig a hivatalos nevük votják volt. A 18-19. században ezt az elnevezést használták a finnugrisztikai szakirodalomban, a 20. század második felében azonban fokozatosan az udmurt vált gyakoribbá. Az udmurt hivatalosan 1932 óta van használatban, amikor a Votják Autonóm Körzet nevét megváltoztatták Udmurt Autonóm Körzetté.
A tatárban és a csuvasban a hivatalos udmurt megnevezés mellett ar-nak is hívják az udmurtokat, eredetileg ez a szó ’férfi’-t jelent.

## Népesség
Az udmurtok az Oroszországi Föderáció második legnagyobb finnugor nemzetisége (és az első, ha a mordvinokat két különálló – moksa és erza – nemzetiségnek tekintjük.). Az 1989-es népszámlálás szerint: az udmurtok lélekszáma 747 000 fő, közülük 497 000 fő él az Udmurt Köztársaságban, az összlakosság 31%-a. Legnagyobb részük falvakban lakik. Az udmurt lakosság részaránya csak egyetlen városban, Glazovban érte el az 50%-ot, 2010-re ez az arány 36%-ra csökkent; a fővárosban, Izsevszkben ez az arány csupán 17% volt 1989-ben, 14,8% 2010-ben. A népesség harmada, kb. 250 ezer fő a köztársaságon kívüli területeken él, közülük 32 000 fő Oroszországon kívül. A 2021-es oroszországi népszámlálás adatai szerint, összlétszámuk 396 000 főre csökkent.
A magukat udmurtnak vallók közül mintegy 520 ezer fő (69,6%) beszélte az udmurt nyelvet.Az udmurtok száma Oroszország közigazgatási egységein belül:
| Régió                 | Az udmurtok száma 2002-ben | Az udmurtok száma 2010-ben | Az udmurtok aránya 2010-ben |
| --------------------- | -------------------------- | -------------------------- | --------------------------- |
| Udmurtföld            | 460 584                    | 410 584                    | 28%                         |
| Tatárföld             | 24 207                     | 23 454                     | 0,6%                        |
| Baskíria              | 22 625                     | 21 477                     | 0,5%                        |
| Permi határterület    | 26 272                     | 20 819                     | 0,8%                        |
| Szverdlovszki terület | 17 903                     | 13 789                     | 0,3%                        |
| Kirovi terület        | 17 952                     | 13 639                     | 1%                          |

## Történelem

### Forrástörténet
Középkori történelmük, az orosz birodalomba való beolvadásuk folyamata, valamint gazdasági és politikai állapotuk az 1917-es októberi orosz forradalomig kevésbé ismert, mivel kutatásuk korábban mellőzve maradt, ezen kérdéskör kutatása azonban az utóbbi évtizedekben jelentős fejlődést mutatott, köszönhetően a régészeti és nyelvészeti kutatásoknak. Az oroszországi kisebbségek napjainkban kiemelt figyelmet fordítanak saját történelmük feltárására, és számos új publikáció segítségével próbálják megvilágítani történelmük eddig homályos eseményeit.
A régészettel ellentétben, az írott források csak kevés információval szolgálnak az udmurt nép történelméről. A legkorábbi történelmi korok forrásaiban nem található egyértelmű utalás rájuk vonatkozóan, habár hagyománya van a Hérodotosznál előforduló budin és arimaszposz népnevek udmurtokra vonatkoztatásának. A kutatók hasonlónak találták a mai udmurtok és a leírásban szereplő budinok antropológiai vonásait, valamint a budinok és az udmurtok lakóhelyének jellegzetességeit. Az arimaszposz népnevet pedig az udmurtok ar népnevével hozták kapcsolatba. Ezek a feltételezések nem bizonyíthatóak. Legfőképpen az szól ellenük, hogy Hérodotosz művének keletkezésekor a mai udmurtok elődei nem alkottak önálló népet, nyelvük sem önállósult még. Az udmurtokra vonatkozó első hiteles adat a hazánkban is járt 12. századi arab utazó, Abu-Hámid al-Garnáti művében maradt fenn. A Nyugat országai néhány csodájáról szóló világos beszámoló-ból megtudhatjuk, hogy Bulgar városának egyik adófizető tartományát Arú-nak nevezik. Arúban "...hódra, hermelinre és szürkemókusra vadásznak. A nappal arrafelé huszonkét óra hosszat tart." Arú minden bizonnyal azonos az orosz krónikák Arföldjével, amelynek központja a Kazanytól 52 km-re északra található Arszk városa. Arföld a déli udmurtok területe volt.
A 13. században valószínűleg az udmurtokat említi egy orosz nyelvű forrás (Szlovo o pogibeli Russzkoj zemli) Vjada néven. A magyar Julianus barát második útijelentésében pedig a tatárok által leigázott Vedint azonosíthatjuk az udmurtok országával.
A 2000-es évek elején öt darab 16. századi udmurt vonatkozású oklevél másolata került elő. Az oklevelek az udmurt hercegek földbirtoklásának dokumentumai. A III. Iván moszkvai nagyfejedelem által adományozott földeket Fjodor cár vette el 1588-ban.

### Korai történelem

Udmurtföld folyói

Az udmurtok őstörténete a Kr. e. 8–3. századig nyúlik vissza. Ebből a korszakból ismertek az ananyjinói régészeti kultúra lelőhelyei a Volga és a Káma összefolyásának vidékéről, valamint a Káma torkolathoz közeli mellékfolyók, a Vetluga, a Belaja és a Csuszovaja mentéről. Az ananyjinói kultúra a marik, az udmurtok és a komik kialakulásában is fontos szerepet játszott. A kultúrának több helyi változata is volt, amelyek a későbbi régészeti kultúrák csíráit alkották. A Belaja torkolatvidékén alakult ki a Kr. e. 3. században a pjanobori kultúra, amelynek népessége a mai udmurt nép ősének tekinthető. A Káma középső és felső folyása mentén az ananyjinói kultúrából a Kr. e. 2. században a gljagyenovói kultúra jött létre, amelynek az északi udmurtok és a komik etnogenezisében volt jelentős szerepe. Az udmurtok és a komik őseinek sok évszázados együttélése a Kr. u. 9–10. századra megbomlott. Az udmurtok ekkor törzsi társadalomban éltek, fő foglalkozásuk a vadászat és halászat volt, de már földműveléssel is foglalkoztak. Az udmurtok a 12. században még a volgai bolgár birodalom befolyási övezetébe tartoztak, azonban a politikai átrendeződés miatt északi és déli csoportokra szakadtak. Ezekből a csoportokból alakultak ki a a vjatkai, a csepcai, az arszki és a kámai etnokulturális csoportok.

### Északi udmurtok

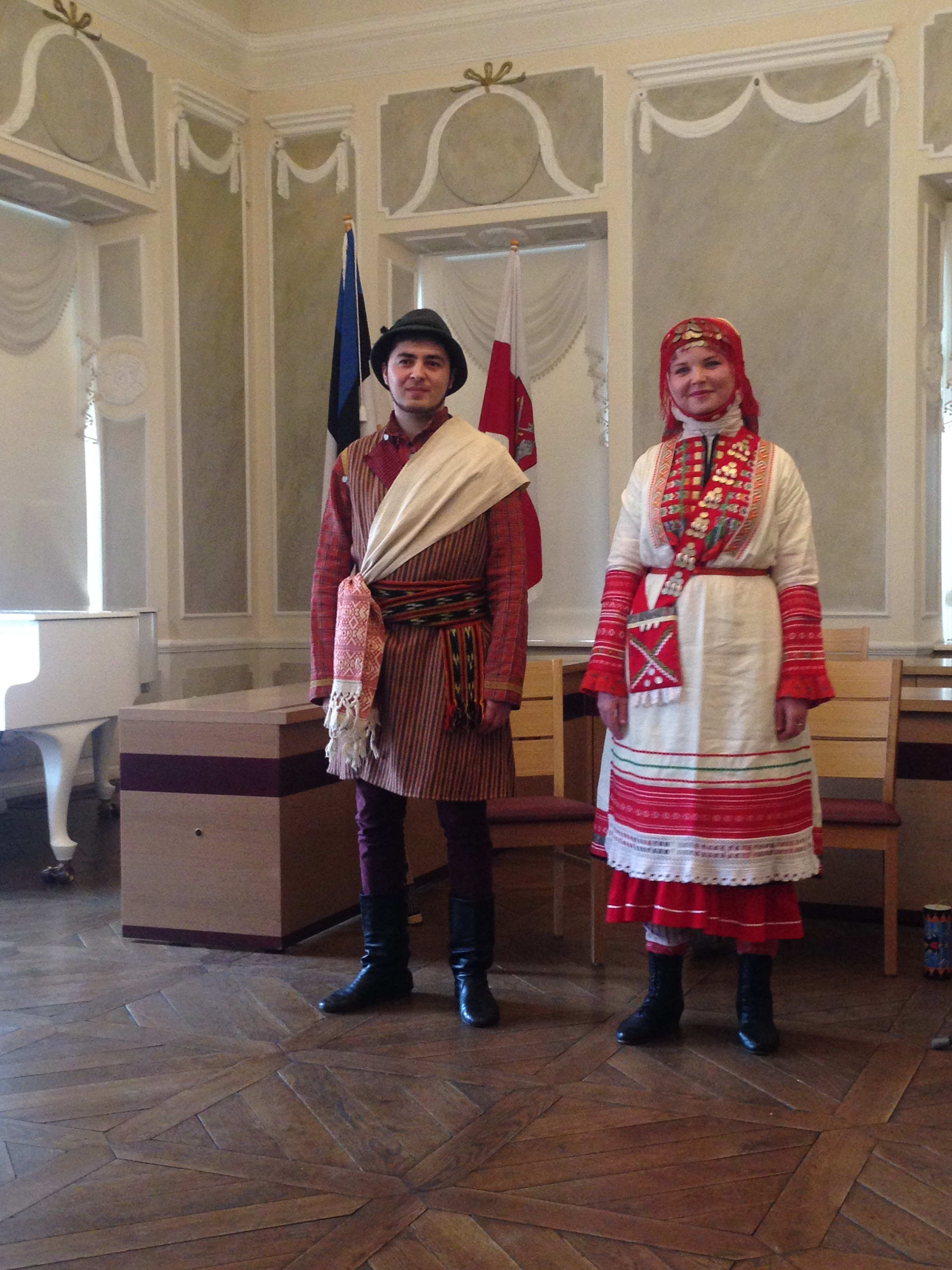
Északi udmurt népviselet

Az udmurtok által lakott területek északi részére, a Vjatka és a Csepca folyók mellékére a 12. században indult meg az orosz betelepülés. A betelepülő orosz lakosság eleinte kizárólag Novgorod felől érkezett, később azonban jöttek a Rosztov–Szuzdali Fejedelemségből, valamint a Dvinai és Usztyjugi Földekről is. A 14. század folyamán az orosz lakosság vezetői létrehozták a Vjatkai Föld nevű sajátos politikai alakulatot. Ez ún. népgyűlési köztársaság volt, laza függő viszony fűzte Novgorodhoz, később pedig a Nyizsnyij-Novgorod–Szuzdali Fejedelemséghez. A Vjatkai Föld területén élő északi udmurtok, valamint az arszki fejedelmek alá tartozó déli udmurtok egyaránt sokat szenvedtek a vjatkai oroszok erőszakosságától. A Vjatkai Föld a 14. század végétől fokozatosan moszkvai fennhatóság alá került: 1393-ban I. Vaszilij moszkvai nagyfejedelem megszerezte azt a Nyizsnyij-Novgorod–Szuzdali Fejedelemséget, amely fölötte a hatalmat gyakorolta. A 15. századra az északi udmurt vezetők már együttműködtek a vjatkai oroszokkal közös területük ügyeinek intézésében. A Vjatkai Föld csapatai 1486–87-ben hadjáratot viseltek a Moszkva alá tartozó usztyjugi területek ellen. A büntetést az orosz és az udmurt vezetők közösen szenvedték el: 1489-ben III. Iván szárazföldön és vízen vonult fel a vjatkaiak ellen. Megostromolta Hlinov városát (ma Kirov). A védők három vezetőjüket kiadták, és megnyitották a vár kapuit a túlerő előtt. III. Iván igen sajátosan járt el az ellenállás megtörése érdekében. Magával vitte és Moszkva környékén letelepítette a vjatkaiak orosz és udmurt vezetőit. Az udmurt hercegek rövidesen hű vazallusai lettek. Később visszatérhettek népük körébe, sőt III. Ivántól földbirtokokat is kaptak. A hazatérőknek a déli udmurtokkal ápolt kapcsolatai révén Moszkva a tatárok alá tartozó déliek körében is növelhette befolyását.

### Déli udmurtok

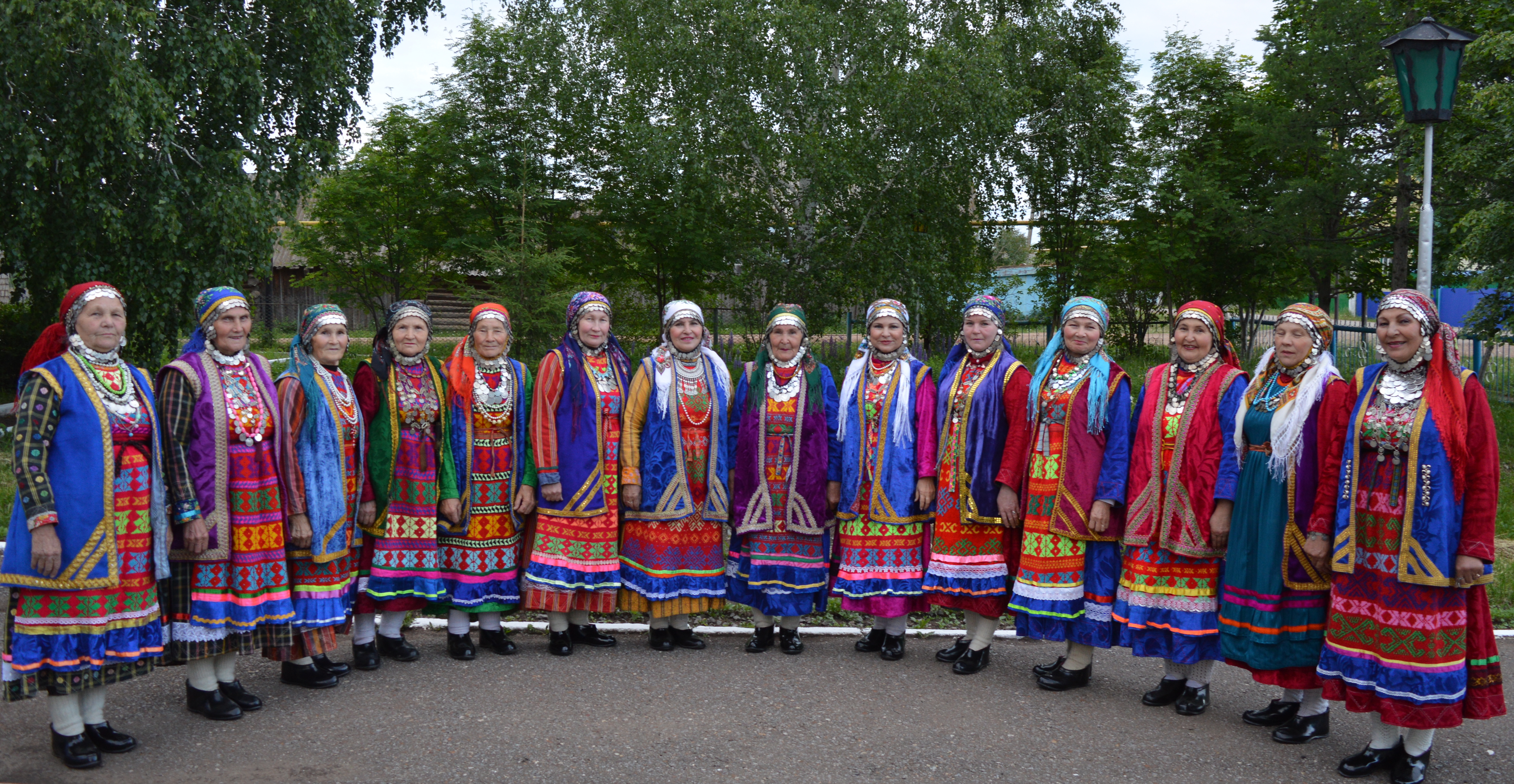
Udmurt nők déli népviseletben

Miután 1236-ban a tatárok szétzúzták Volgai Bolgárországot, az udmurtok többsége a Vjatka és a Káma közötti területre menekült és ott megtelepedett, majd innentől kezdve tatár fennhatóság alá tartoztak. Déli csoportjaik később az Arany Horda, végül az annak helyére lépő Kazanyi Kánság uralma alatt élt. A tatár fennhatóság a déli udmurtok számára végzetesnek bizonyult. 1545-1552 között zajlott a Moszkvai Fejedelemség és a Kazanyi Kánság végső, mindent eldöntő háborúja. Kazany védelmében az arszki udmurt fejedelmeknek is hadba kellett lépniük. Zaklatták az orosz sereget, amelynek vezetői ellenlépésre szánták el magukat. 1552 szeptemberében egy tíznapos hadjáratban megtisztították a Kazany és Arszk közötti területet, és kétnapos ostrommal bevették Arszk várát. 5000 embert ejtettek foglyul, köztük 12 herceget, 7 katonai vezetőt, 300 előkelőt. Az udmurtokat Kazany falai alatt a város védőinek szeme láttára válogatott módszerekkel kivégezték.

### A cári uralom alatt
IV. (Rettegett) Iván Kazany bevétele után haladéktalanul rendelkezett az újonnan megszerzett területek kormányzásáról, az emberek összeírásáról és az adó beszedéséről. A Kazany története (Kazanyszkaja isztorija) című forrás szerint 93 075 cseremiszt írtak össze az újonnan megszerzett területeken. (A cseremisz népnév itt feltehetőleg a nem orosz anyanyelvűek összefoglaló elnevezése.) Az adóbeszedést 1552-57 között folyamatos lázadások kísérték. Az ellenállást erővel törték meg. Ennek folytán egyes területek szinte teljesen elnéptelenedtek. Arszkból és környékéről az udmurtok végleg eltűntek. A század folyamán a Volga-kámai finnugor és török népek még többször fellázadtak az elviselhetetlen sarcok ellen tiltakozva. A gazdasági terheket különböző természeti csapások is súlyosbították. 1566-67-ben úgy elszaporodtak a rágcsálók, hogy elpusztították az egész termést, 1601 és 1604 között pedig nagy éhínség pusztított, az emberevés általános volt.
A IV. (Rettegett) Iván cár által kivetett adókon némileg enyhített az őt követő Fjodor cár 1588-as rendelete, mely az egyszerű udmurt parasztok számára kedvező volt: kiemelte őket a helyi hercegek fennhatósága alól, és ezután csak Moszkvának tartoztak adófizetési kötelezettséggel. Az udmurt előkelők gazdasági hatalma megszűnt. Részben visszasüllyedtek a parasztság színvonalára, részben azonban családjukkal új területekre - például az Izs folyó mellékére - költöztek.
A 17. században az udmurt falvak lakóira mind nagyobb teher nehezedett, a hivatalos adók folyamatosan emelkedtek. A gazdasági hatalmukat vesztett udmurt hercegek politikai tekintélyüket tovább őrizték, korábbi jogaikat még a 17. század folyamán is megpróbálták érvényesíteni. Érdekeiket a falusi vezetők választásának befolyásolásával próbálták érvényre juttatni. Ezeknél sokkal nagyobb problémát jelentett azonban az orosz vezető réteg mohósága, szenvedélyes harácsolása. A helyi hatalmasságok kapzsisága ellen az udmurt parasztok küldöttségei rendszeresen tiltakoztak a különböző hivataloknál, gyakorta Moszkvában is. A helyszíni vizsgálatok (1616-ban, 1629-ben, 1648-ban, 1673-ban, 1696-ban) megállapították a visszaéléseket, feltárták a helyi hivatalnokok törvénytelenségeit - a saját célokra beszedett pénzt, begyűjtött étel-, italadományokat, az együgyű parasztokkal aláíratott adósleveleket - de a vizsgálat lezárultával, az ellenőr hazatérése után minden maradt a régiben. A tiltakozás nem volt veszélytelen, a küldöttségek hazatérő tagjai számíthattak a helyi kishivatalnokok bosszújára. Az 1588-as rendelet, az udmurtok jogainak rögzítése tehát nem volt több, mint egy üres papírlap. Érthető, hogy az embertelen terhek ellen lázadók között - Ivan Bolotnyikov (1606-1607), Sztyepan Razin (1670-1671) csapataiban, és különösen az 1773-75-ös Pugacsov-féle felkelésben - rendre ott találjuk az udmurt parasztokat is.
A 18. század sem kedvezett az udmurt népnek. Az eddigi állami elnyomás és a helyi hivatalnokok túlkapásai mellé, hozzáadódott az ekkoriban kibontakozó pravoszláv térítés és újabb tömeges orosz betelepülés is. Sokan a délebbi, muzulmánok lakta vidékekre menekültek. Ebből az időből származnak az udmurt nyelv első emlékei és az első udmurt nyelvtan is (1775), írásra a cirill ábécé módosított változatát kezdték használni.
Az udmurtok mai lakóterülete a 19. század első felében alakult ki. A korábbi történelmi események nyomán lakóhelyük jelentős részéről kiszorultak. Ezeket a társadalmi folyamatokat erősítette a 18. században megindult iparosodás is: a század vége felé bányák, gyárak létesültek, de munkásaik főleg orosz bevándorlók lettek. Az új üzemek vonzották a munkaerőt Oroszország különböző területeiről. Az iparosodás azonban előnyökkel is járt: a gyár- és bányaüzemek körüli települések újfajta életmódja, kultúrája nagy hatással volt az udmurtokra, de az udmurt lakosság legnagyobb része továbbra is falvakban élt, földműveléssel, állattenyésztéssel foglalkozott. A 19. század végén a Vjatkán és a Kámán megindult a hajózás, megépültek az első vasútvonalak is. Az udmurt nép elszigeteltsége megszűnt, új kapcsolatok épültek ki a birodalom távoli területeivel.
Oroszország a 19. század végére súlyos gazdasági-politikai válságba jutott. A társadalmi elégedetlenség egyre fokozódott. Az udmurt nép is felélte belső lelki tartalékait. A kilátástalan nyomorban eltelt évszázadok után létszámban is fogyásnak indult. A cári hatalom elleni akciók a városi munkások köréből indultak ki, de élvezték a parasztság támogatását is. A múlt század utolsó éveiben már körülbelül harminc gyár működött az udmurt területeken, túlnyomórészt orosz munkássággal. A forradalmi megmozdulásokban 1905-ben és 1917-ben részt vettek udmurt parasztok is. Az 1905-ös forradalom leverése utáni időszakban a hatalom kénytelen volt teret engedni a helyi értelmiségnek. Ez az időszak nagyon fontos volt a különböző finnugor népek, köztük az udmurtok kulturális újjászületése, nemzeti öntudatának ébredése, nemzeti mozgalmainak kialakulása, megerősödése szempontjából. A kazanyi szemináriumban tanuló udmurt diákok titkos társaságot alapítottak, de egyes udmurt falvakban is működtek már illegális politikai körök. 1917-től különféle kulturális körök, köztük műkedvelő színtársulatok alakultak. 1915-ben megjelent az első udmurt újság is.

### Az 1917-es orosz forradalom után
Az 1917-es forradalom győzelme reményeket ébresztett az udmurt nép szellemi vezetőiben is, bízni kezdtek nemzeti programjuk megvalósíthatóságában. A polgárháború éveiben súlyos harcok dúltak az udmurt területeken is. Az ott lévő hadiipari üzemek birtoklása mindkét polgárháborús fél számára létfontosságú volt. A bolsevik hatalom a déli gabonamezőket elveszítette, így nagy szüksége volt az udmurt parasztok gabonatartalékaira is. A kegyetlen rekvirálások, a Vörös Hadsereg önkényeskedései az udmurt nép gondolkodását befolyásolni tudó személyeket szembeállították a forradalmi hatalommal. A gyári munkások irányításával demokratikus szerveződés bontakozott ki. A szovjetek szervezésében, a harcok közepette 1918 júliusában Jelabugában ülésezett az udmurtok első összoroszországi kongresszusa, amely Udmurtia felvételét kérte az Orosz Föderatív Köztársaságba. A második kongresszus már a népoktatás, a földkérdés ügyeiben döntött. A szovjet hatalom győzelmét követően, 1920-ban megalakult a Votják Autonóm Terület, lakosságának 53%-a volt udmurt volt. (1934-től Udmurt Autonóm Szovjet Szocialista Köztársaság.) Az 1920-as években udmurt nyelvű népiskolák nyíltak, tankönyvek, ismeretterjesztő kiadványok jelentek meg, az írni-olvasni tudók aránya 1926-ra 32,6%-ra nőtt, a 30 évvel korábbi 6,8%-ról. A falvak hagyományos élete a szovjet hatalom első éveiben nem változott, részlegesen megőrizték vérségi, rokoni kötelékeken alapuló életközösségeiket és ősi hitvilágukat. Az 1930-as évek elején azonban szétkergették a faluközösségeket, elkezdődött az erőszakos kollektivizálás, tízezreket deportáltak. A második világháború utáni időszak gazdasági fellendülést hozott az Udmurtok számára: a köztársaságban új gyárak, jelentős hadiipari üzemek létesültek. Ez együtt járt a városokban élő orosz ipari munkásság létszámának további gyarapodásával. Az udmurt nemzeti kultúra ápolásához a központi hatalom felemásan viszonyult, szavakban támogatta, tettekben ellenezte. Az udmurtok a számukra létrehozott autonóm területen jelentős kisebbségbe kerültek (1959-ben 35,6%), az anyanyelvi iskolai oktatást fokozatosan elsorvasztották, 1980-ra teljesen megszüntették, csak tíz év múlva indulhatott újra.

### A Szovjetunió felbomlása után
1990-es változások során Udmurtföld az Oroszországi Föderáció egyik köztársasága lett. Ezeket az éveket a nemzeti öntudat újbóli erősödése jellemezte. 1990-ben Demen (Együtt) néven társaság alakult, amely a nemzeti kulturális újjászületést tűzte ki célul. Az 1991-ben összehívott Első Udmurt Kongresszuson megalakították az Udmurt Kenyes-t (Udmurt tanácsot), képviselői a választások során több alkalommal parlamenti helyeket szereztek,  de jelentős befolyást a köztársaság kormányzásában nem tudtak szerezni. A hivatalos nyelv az orosz és az udmurt, a gyakorlatban azonban ez nem érvényesül, a hivatalos ügyeket kizárólag oroszul intézik. A legismertebb udmurt nyelvű újság az Udmurt dunnye (Udmurt világ), 1995-ben kb. 20 000 példányban jelent meg. A Kenyes (Tanács) című irodalmi folyóirat 1926-ban indult, később megszűnt, 1991-ben indították újra. A televízióban naponta kb. 15 perces udmurt nyelvű hírműsor látható.
Az izsevszki egyetemen udmurt nyelv és irodalom szak működik, Mozsga város tanítóképzőjében udmurt nyelvi tanárokat képeznek. Az anyanyelv iskolai oktatása azonban csak a falvak alsó osztályaira korlátozódik, a modern városi élet megnyilvánulásai egyértelműen az orosz nyelvhez kötődnek.
Az udmurtok többsége vidéken, 200-800 fős falvakban él, melyek általában földúton közelíthetők meg, a közlekedés lassú és kényelmetlen. Az udmurt népi kultúra is elsősorban a vidéket jellemzi. Sok helyen megtartják a régi udmurt ünnepeket, ilyenkor a helybeliek népviseletbe öltözve jelennek meg. Elvétve még ma is élnek az ősi hitélet egyes szertartásai. A nemzeti kultúra feltámasztására irányuló törekvések az utóbbi években megtorpantak, a legfőbb akadályt az adminisztratív korlátozások és a gazdasági nehézségek jelentik.

### Az ezredforduló után
Az ezredforduló után Oroszországban a korábbi liberális nemzetiségi politika új irányt vett, ami kedvezőtlenül érintette az udmurtokat is. 2005-ben új államnyelvtörvényt fogadtak el, amely kimondta, hogy az Orosz Föderáció egész területén az orosz az államnyelv, ami pedig védelmet és támogatást élvez. 2009-től megszűnt kisebbségi nyelven az érettségizés lehetősége. A 2012-es új oktatási törvény pedig még tovább szűkítette a nemzetiségi oktatási kereteket, amikor kimondta, hogy az oktatást államnyelven biztosítja, az oktatás nyelvének szabad megválasztására pedig az oktatási rendszer lehetőségeihez mérten van mód. Egy újabb, 2018-as szövetségi törvény engedélyezte, hogy az iskolákban eltekintsenek a nemzetiségi köztársaságok nyelvének oktatásától, ami ellen a nemzetiségi köztársaságok tiltakoztak. 2019-ben az udmurtok bekerültek a nemzetközi hírekbe, amikor Albert Razin udmurt filozófus felgyújtotta magát Izsevszk parlamentje előtt, hogy ezzel hívja fel a figyelmet az Oroszországban élő kisebbségek helyzetére. Tette nemcsak a finnugor világot rázta meg, hanem az oroszországi kisebbségeket is: Kazányban 'Én vagyok Albert Razin'-feliratú, tatár nyelvű transzparensekkel tüntettek.

## Az udmurt nyelv
Az udmurt (saját nyelvükön: удмурт кыл – [udmurt kɨl]) az uráli nyelvcsalád, finnugor főágának, a finn-permi mellékága közé tartozó nyelv. Legközelebbi rokona a komi nyelv. A marival, a csuvassal, a tatárral és a baskírral együtt a Volga–Káma nyelvszövetséghez tartozik. Mivel az udmurtok többsége egy tömbben él, ezért az udmurt nyelv aránylag egységes, a különböző nyelvjárásokat beszélők jól megértik egymást, nyelvjárásaik között nincs nagy különbség.

## Társadalom
Az udmurt nép a történelem megpróbáltatásaira igen szerencsésen reagált. A veszélybe került csoportok egymás közelségét keresték, igyekeztek összetartani. Ennek eredménye, hogy az udmurtok többsége ma egy, összefüggő tömbben él.  Az egység segítette megőrizni a társadalmi szervezet olyan archaikus elemeit is, amelyek páratlanok a Volga vidéki finnugor népek körében. Sok helyen egészen a 19. századig megmaradt a nagycsaládi életközösség és a nagycsaládokat összefogó nemzetségek rendszere. Tagjai között erősen él az a szokás, hogy a falvakon belül egy helyen, egymás közelében élnek, ezzel mintegy elkülönítve magukat a szomszédoktól. Az apai ágon számon tartott rokonok gazdasági, társadalmi és szellemi közösséget alkottak, ami a kölcsönös segítségnyújtáson túl a vallási-kultikus és a családi ünnepek, szertartások közös megtartásában is kifejezésre jutott. Ez sok helyen napjainkig meglévő gyakorlat.
Az udmurtok még a közelmúltban is két endogám csoportra oszlottak, a vatka és a kalmez csoportokra, az egyik csoport a vidra, a másik a hal törzsszövetséghez tartozott.  A nemzetség neve a böljak volt, bizonyos esetekben azonban a vorsud, amely az egyes közösségek védőszellemeinek összefoglaló neve, magára a közösségre is vonatkozott, s így a különböző vorsudnevek nemzetségnevekként is értelmezhetők. A történettudomány 70 udmurt törzsi, „vorsud” elnevezést ismer, bár ezek felosztása a vatka és a kalmez törzsszövetségek között ma már megoldhatatlan feladat. A beszermjánoknál a vorsudok létezésének semmilyen nyomával nem találkozhatunk.
A falvak életét egészen a közelmúltig a bukszel (faluközösség) irányította. A bukszel a közösség tagjainak anyagi és szellemi igényeit egyaránt kielégítette. Bukszel nem minden településen létezett, több falu is tartozhatott egy közösségbe. A bukszel élén a kenes (falugyűlés) állt. Ez a választott testület a falusi bíróból, az adóbegyűjtőből, a tűzőrből és más tisztségviselőkből állt. A 19. században a kenes nagyon sokoldalú feladatkört látott el, ugyanakkor a kapitalizálódás térhódításával, a falusi társadalom szociális rétegződése következtében már ekkor megindult a faluközösségek felbomlása. A falugyűlés döntött a földdel, a gazdasági élettel, az adók beszedésével, a jogi vitákkal, a neveléssel, a kultúrával, de még a vallással kapcsolatos kérdésekben is. Mivel a faluközösségbe több település tartozott egyszerre, a kisebb kérdésekben minden falu saját gyűlése döntött, és a nagy kenes csak a fontosabb ügyekben, hivatali, kincstári kérdésekben gyűlt össze. A gyűléseken a falu íratlan törvényei, normái voltak mérvadóak, s a kenes határozata mindenki számára kötelező érvényű volt. A vitás kérdésekben szavazással döntöttek, s kétharmados többség esetén a határozat jogerőre emelkedett. A végrehajtás a falugyűlés által választott testület kezében volt, melynek élén a sztaroszta, falubíró állt, akit három évre választottak, s munkájáért fizetést kapott. A bukszel és kenes a szocialista átalakítások egyik áldozatává vált, az 1930-as években erőszakkal felszámolták őket.

## Kultúra
Az udmurtoknak van egy nemzeti eposzuk, a Dorvyzhy. Nemzeti hangszereik közé tartozik a krez citera (hasonló az orosz guslihoz) és egy pipaszerű fúvós hangszer, a chipchirghan.

## Hitvilág

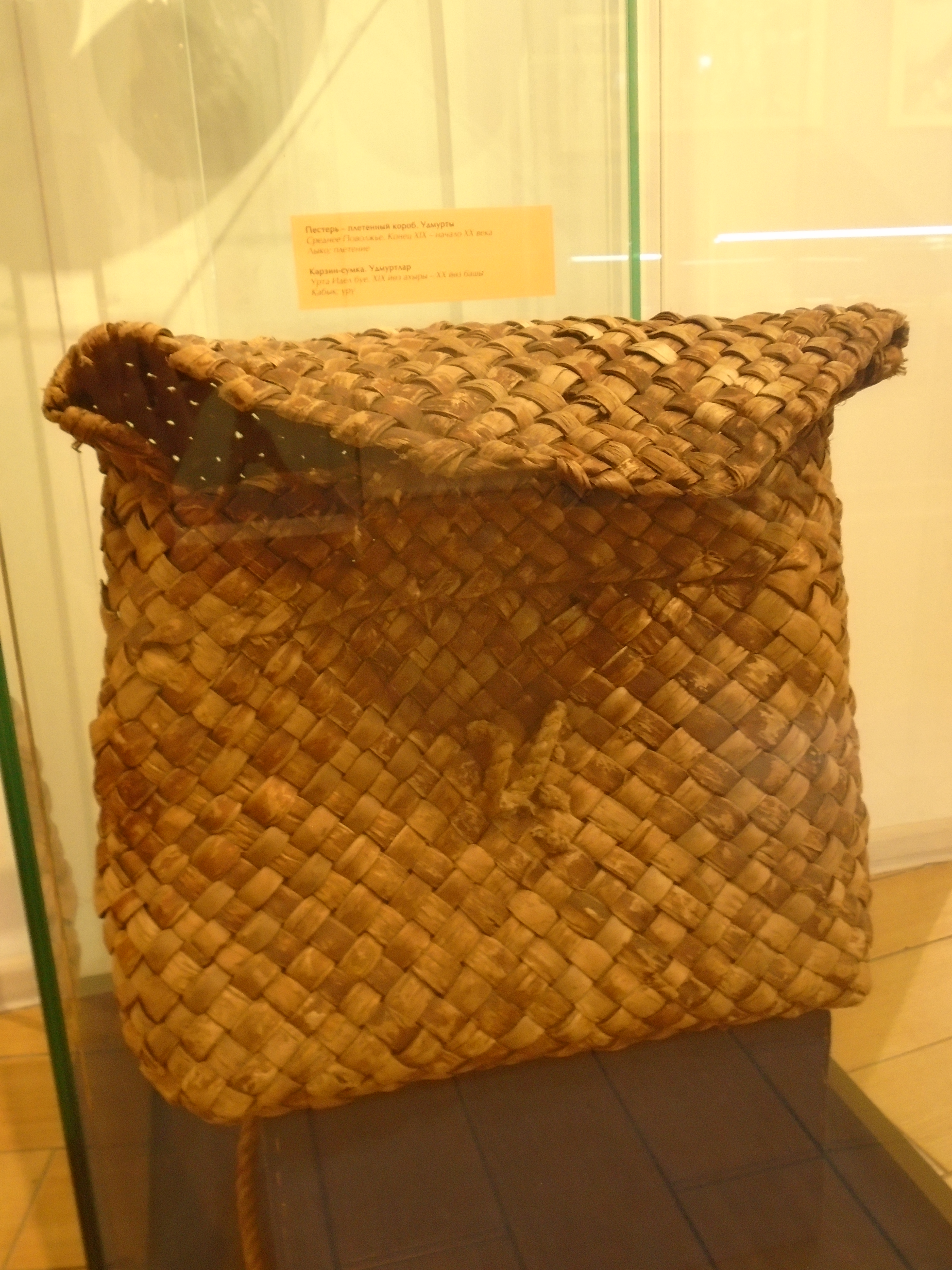
Háncsból készült fonott táska

Az udmurt mitológiában a világ égi–földi–földalatti szférákra tagolódik. Ez a legfőbb istenek alakjában és szerepkörében is kifejezésre jut: Inmár–Kuaz–Küldüszin. A felső, középső és alsó világ istenei és szellemei hierarchikus csoportokat alkotnak, amelyek mind befolyásolják az emberek életét, ezért áldozati szertartásokkal járnak a kedvükben. A naptári fordulópontokat tavasszal a szántás előtt és után, nyáron az aratás után áldozati szertartással ünnepelték meg. Isteneiknek és az ősöknek étel-, ital- és állatáldozatot mutattak be. Az isten rangjától és a hozzá intézett kéréstől függött az ajándék nagysága. A sokistenhithez és az ősök kultuszához nagyszabású áldozati szertartások kapcsolódnak, melyeket sokszor a templomban kezdték el, de a szent ligetben fejezték be, ahová a papot is meghívták. Az egyéni áldozati szertartásokat otthon tartották. Állatáldozattal egybekötött szertartásokat napjainkban is tartanak az udmurt nép hagyományőrző csoportjai. A ma is élő rítusok közül a legjelentősebbek a családi-nemzetségi és az ősök kultuszához kapcsolódó szertartások, valamint a sok archaikus elemet tartalmazó temetkezési szokások.
Az udmurtok hitvilágában a legfontosabb fogalom a vorsud, mely nehezen meghatározható, mivel több, egymással összefüggő dolgot is így neveztek. Egyes nemzetségek nevei mellett, elsősorban családi-törzsi istenség volt, a törzs tagjainak és a családok boldogságának, szerencséjének őrzője. Az egyes vorsudnevek emellett jelölték azt a rokoni csoportot, amelyet védelmeztek. Vorsud volt az istenségek konkrét állat- illetve emberalakú ábrázolása is, maga a bálvány. A háncsból, vagy nyírkéregből készült dobozokat, melyekben a közösség (az adott vorsud) szakrális tárgyait és az áldozati szertartások kellékeit őrizték, szintén vorsudnak nevezték. A fentiek mellett vorsudnak neveztek egyes melldíszként viselt női amuletteket is. A „vorsud” szót a nyelvészek a vordünü (szül, növeszt, őriz, óv) igével és a sud (boldogság) főnévvel hozzák kapcsolatba, melyből a 'boldogság, a szerencse őrzője' szóösszetétel hozható létre. Az udmurtok szerint a vorsud, mint egy háncsból font kosárka fogta össze a hozzá tartozókat és azok szent hagyományait.
Behtyerev, múlt századi néprajzkutató szerint "a votjákok [udmurtok]  babonássága minden hihetőséget meghalad". Ez számtalan rosszindulatú feltételezésnek, rágalomnak adott alapot. Az 1880-as években egy nem túlságosan szentéletű pópa személyes bosszúvágya által vezérelve röpiratban terjesztette hírét az udmurtok emberáldozási szokásainak. Az oroszok körében elterjedt rémhírre alapozva, egy haláleset kapcsán a helyi hatóságok rituális gyilkosság címén vádat emeltek Vuzs-Multan falu lakói ellen. Az 1892–96 között zajlott ún. multáni per Oroszország haladó és konzervatív köreinek nagy összecsapásává vált. A perbe fogott hét paraszt védelmében más kiemelkedő szakemberek mellett részt vett G. Je. Verescsagin folklorista és történész is, az első udmurt származású tudós.
A 18. századi tömeges hittérítés következtében az udmurtok formálisan mindannyian keresztényekké váltak, ami persze nem jelentette ősi vallásuk megszűnését. Ősi hitviláguk a mai napig szinte érintetlen formában fennmaradt. A kereszténység elterjedése után, akárcsak a naptári ünnepekre, az udmurtok hitvilágára is a vallási szinkretizmus jellemző. Régi isteneik, akárcsak régi ünnepeik a pravoszláv valláson belül éltek tovább. Így Csodatévő Szent Miklós alakja Nyulesz-Murtéval fonódott egybe, Inmár, Küldüszin és Kuáz hármasságát a szentháromságként kezdték értelmezni.
Az udmurt Vos (udmurt hit) az udmurtok pogány vallási szokásainak újjáéledése. Az udmurtok körében, akárcsak a Volga-vidék más finnugor nyelvű  köztársaságaiban, a pogányság újjáéledése elválaszthatatlanul összefonódik a nemzeti-etnikai kultúra újjáéledésével. Az udmurt pogány ébredési körök a Demen mozgalomból indultak ki, amely 1989 decemberében jött létre az udmurt etnikai kultúra védelmére és helyreállítására. Az Udmurt Vos intézményt 1994-ben alapították. A 2012-es statisztikák szerint az udmurtok 4%-a pogány hitű.

## Településeik

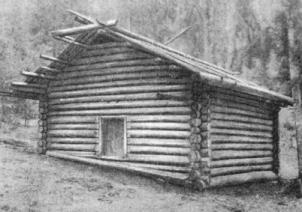
Udmurt Kua Kuzebayevo falu közelében

Az udmurt települések többsége folyók, tavak, vagy források mellé épült. Nagyságukban jelentős különbségek figyelhetők meg az egyes vidékeken. A kis lélekszámú falvak általában északon, a nagyobb falvak délen figyelhetők meg. A 18–19. században az udmurt településekre a rendezetlenség volt jellemző, csak a 19. század végére váltak általánossá a szalagtelkes településtípusok. Először az országút mellett álló települések alakultak át, majd fokozatosan a többiek is. Az udmurt lakóház sajátossága, hogy ezt a feladatkört több épület látta el egyszerre.

A korka (ház), a kenosz (kamra) és a kua (imaház), ami egyben nyári konyha is volt. Valamikor, nagyon régen a legősibb lakóépület a kua volt, azt váltotta föl a farönkökből készült, nyeregtetős ház. 

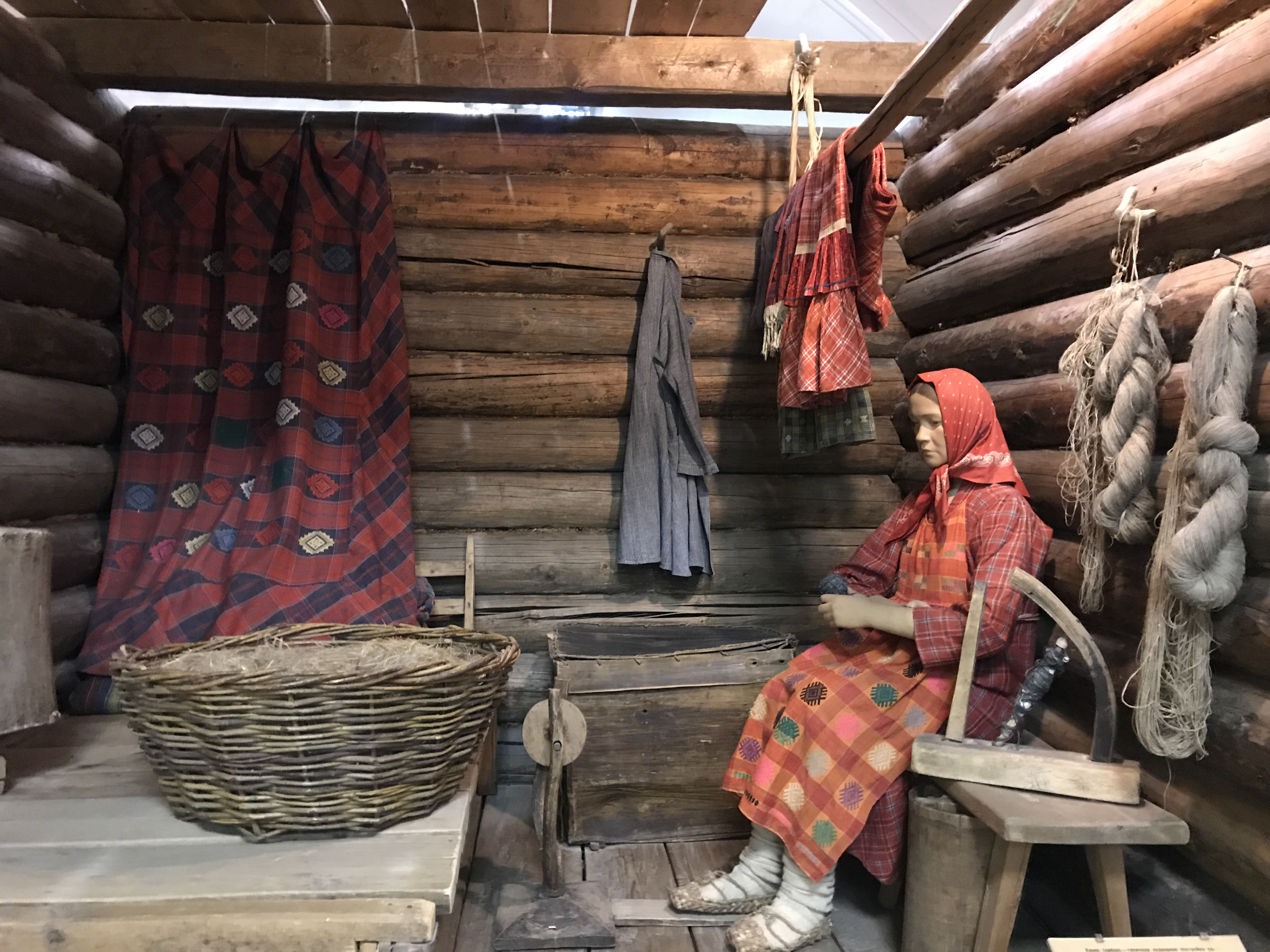
Udmurt kézműves termékek és eszközök (19.-20. század)

A házak általában földszintesek és egyosztatúak voltak. Csak a 20. század elején, a módosabb parasztok körében terjedt el a kétosztatú háztípus, amikor a fűtött házhoz egy fűtetlen pitvart is kapcsoltak. A melegebb időjárás beköszöntével, áprilistól októberig a család a kenoszba költözött. Ezek kétszintes építmények voltak, díszesen faragott verandával. A földszinten az élelmiszert, az emeleten a ruhaneműt tárolták, illetve itt laktak a nyári hónapokban. A nagycsaládban élő kiscsaládok számától függően a kamrát deszkával, vagy vászonnal több részre osztották. Az egyik fal mentén helyezkedtek el a lócák, melyeket ágyfüggönyök vettek körül. A másik falára hosszú rudakat erősítettek, ezeken tárolták a ruhákat. A kamrában őrizték a női munkaeszközök jelentős részét, így a szövőszéket és a guzsalyt is.
Ellentétben a házzal, a kenoszban a nőké volt a vezető szerep. A házon, a kamrán és a nyári konyhán kívül más épületek is álltak az udvarban, például gabonatároló hombárok, istállók, fészerek. A különböző rendeltetésű épületek udvaron belüli elrendezése a bent lakók anyagi helyzetétől függött. Csak a módosabb gazdáknál terjedtek el a három oldalról zárt udvarok, ahol a lakóház merőlegesen állt az utcára. A többiek egy vagy két sorba építették lakó- és gazdasági épületeiket. Az udvar utca felőli részére került a díszesen faragott kapu és a deszkakerítés.

## Mezőgazdaság
Az élet az udmurt parasztok számára önmagában is rendkívül küzdelmes volt. A 19. század második felében - a 20. század elején az udmurt parasztság alapvető foglalkozása a gabonatermelő ekés földművelés volt. A földművelés igen kis haszonnal járt, a kedvezőtlen természeti körülmények gyakran hoztak ínséges éveket. Nagy ügyességet kívánt a megfelelő földművelési szisztéma kiválasztása. Kombinálták az irtásos-égetéses földművelést a két- illetve háromnyomásos gazdálkodással. Ez azt jelentette, hogy a régebben már felégetett, de újra kinőtt fiatal erdőket, bokrosokat égették el ismét. A hamar kimerülő földeket több évig pihentetni kellett, gyakran volt szükség újabb erdőterület művelésbe vonására. A nyomásos gazdálkodás az irtásos-égetéses rendszerhez képest mindig másodlagos szerepet játszott, bár a 19. században már alkalmazták a két- és háromnyomásos rendszert. Főleg rozst, árpát és zabot termeltek. A 19. század közepétől az állami propaganda, a mezőgazdasági kiállítások hatására korszerűbb eszközök, nagyobb termésátlagot eredményező vetőmagvak és új növények terjedtek el.
A tavaszi gabona vetése áprilisra, az őszié általában július végére, augusztus elejére esett. Leggyakoribb termesztett növényeik a helyi fajtájú, hidegtűrő rozs, zab, árpa, búza, hajdina, sárgaborsó, tönkölybúza, köles, lencse, len és kender voltak. Bár az udmurtok a középkorban az őszi gabonát még nem ismerték, a 19. században szántóföldjeik nagy része már ezzel volt bevetve. Ekkor jelenik meg a burgonya, amely rövid idő alatt nagy jelentőségre tett szert a birodalom erdőövezetében élő különböző népek, így a finnugorság táplálkozásában is. Tavaszi vetéssel főleg zabot és árpát vetettek. A vetést csak felnőtt férfiak végezhették.
Az udmurtok különböző fajtájú mezőgazdasági szerszámokat használtak a föld megmunkálására. A 19. században még csaknem mindenütt faekét használtak, melyet a maga használatára minden ügyesebb parasztember el tudott készíteni és a hibás alkatrészeket ki tudta javítani. A vasalkatrészeket viszont mindig mesterember, általában a helybéli kovács készítette. A 19. században a túróekék helyett már az aszimmetrikus ekevassal ellátott ágyekék voltak általánosan használatosak. A talaj föllazításához, a nagyobb rögök összetöréséhez boronát használtak. Viszonylag egyszerűek voltak az aratóeszközeik is. Az aratást elsősorban sima élű sarlóval végezték, kaszát csak rossz termés esetén használtak. A kalászos növényekből a szemet csépléssel, vagy nyomtatással nyerték ki. A gabonát vízi- és szélmalmokban őrölték meg, de ínségesebb időkben, vagy ha csak kevés őrölt gabonára volt szükség, akkor házilag, kézi őrlőkövek segítségével.
Az állattenyésztés az udmurtok gazdasági életében a második helyen állt, igavonó erőt, táplálékot, ruházati nyersanyagot és értékes trágyát biztosított a parasztoknak. A 19. század végén az udmurt parasztok lovat, szarvasmarhát, juhot, kecskét, sertést, libát, kacsát, tyúkot, ritkán pulykát tenyésztettek. Legeltető-istállózó állattartást folytattak. A jószágot általában 5-6 hónapig legeltették. A természetes legelők mellett főleg a kimerült, illetve pihentetett szántóföldeken legeltették az állatokat. A lovakat és a teheneket szabadjára engedték, fogadott pásztorok csak egyes tájakon voltak. A szabadon legelő állatok behatolása ellen sövénykerítéssel vették körül a szántóföldeket, aminek elkészítése sok idejét és erejét emésztette fel a közösségnek. Szívesen hajtották az állatokat olyan területre, ahol természetes akadályok állták útjukat, illetőleg, ahol az állatok szabad mozgását a természet korlátozta. Ennek ellenére sok időbe került az elkóborolt állatok felkutatása. A hosszú téli hónapokra az állatokat fűtetlen istállókban szállásolták el, fűtött istállóra csak a módosabb gazdáknak futotta. A takarmányozás nehézségei miatt, télire csak a legszükségesebb mennyiségű állatot hagyták meg, a többit levágták. Szénán kívül téli takarmányul a mezőgazdasági melléktermékeket adták. Szénát inkább ellés vagy igázás előtt adtak, hogy az állat erőre kapjon. Takarmánynövényeket csak a 19. század végén kezdtek termeszteni. Ínséges időben takarmány gyanánt lombot is etettek az állatokkal. A 19. században az udmurtok állatállománya kis számú és alacsony hasznú volt.
A vidék a halak mellett, vadakban és mézben is igen gazdag volt, ezért a halászat, a vadászat, és a méhészet sokáig megtartotta jelentőségét. A folyók halakban igen gazdagok, megtalálhatók bennük a fogas, a süllő, a csuka, a dévérkeszeg, a sügér, a folyami menyhal, a veresszárnyú koncér, a pénzes pér, az ónos jász, a fejes domolykó és a ragadozó őn. Napjainkban a környezetszennyezés miatt a halak száma egyre csökken és néhány halfaj már ki is pusztult a vizekből.
A méhészkedés kezdetleges formája lényegében csak gyűjtögetés volt. A fák tulajdonjegyes megjelölésével az odúban élő méheket birtokukba vették, s mézük egy részét időről időre rendszeresen összegyűjtötték. Az ilyen fák tulajdonjoga apáról fiúra szállt. A fejlettebb módszert alkalmazó méhészek farönkből már maguk is vájtak ki méhkasokat, melyeket eldugott erdei tisztásokon állítottak fel. A 19. század második felében ezt a fajta méhészetet a mezőkön, illetve a lakóházhoz tartozó kertekben kialakított méhesek váltották fel. Minden faluban volt legalább 2-3 porta, ahol több kaptárból álló méhes állt. A néphagyomány szerint méhekkel csak olyan ember tudott sikerrel foglalkozni, aki erre erkölcsileg érdemes volt. Az udmurt mézet messze földön ismerték, különösen keresett volt a szarapuli, faodúkból összegyűjtött méz. Méhészettel csak az udmurt parasztság szűk rétege foglalkozott, mert ez sok figyelmet, tudást és időt igénylő foglalkozásnak számított.

## Táplálkozási szokásaik

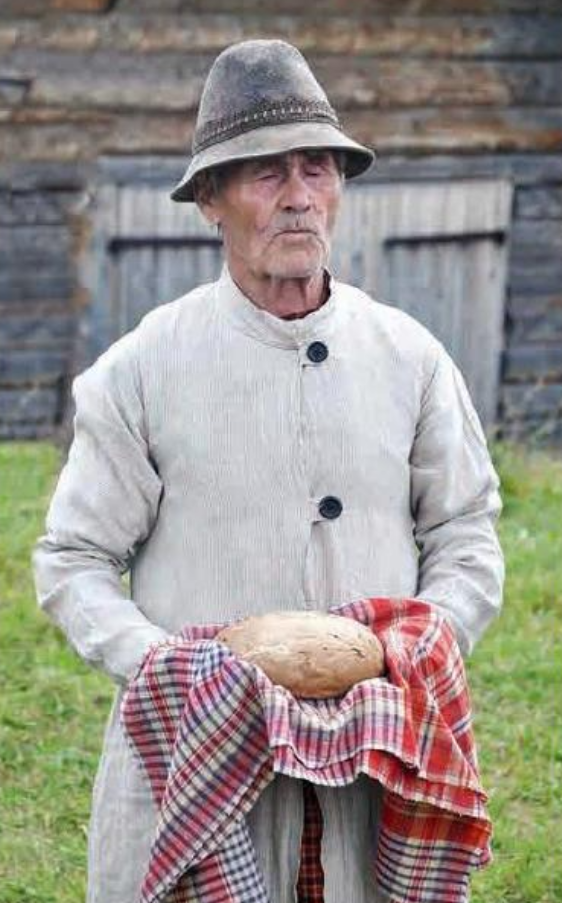
Udmurt férfi hagyományos népviseletben

A legfontosabb helyen a szemes növények, rozs, árpa, zab, tönkölybúza, köles, és búza álltak az udmurtok étkezésében. Az ételek legnagyobb részének legfőbb alapanyagát ezek tették ki. A dara formájukból készült kásák nemcsak a hétköznapi, de az ünnepi asztal fontos ételei voltak. Szemes növényeiken kívül gyakran használatos élelmük volt a répa, sárgaborsó, és más zöldségek mint a sárgarépa, káposzta, a hagyma és a torma. Gyakori volt, hogy ezeknek nagy részéből leveseket készítettek. Étolajat len és kendermagból nyertek.
A hús kevésbé volt jelentős a szemes növényekhez képest, fogyasztása szezonális jelentőséggel bírt. Ősszel és télen általában több húst ettek, és gyakorlatilag az összes háziállat húsát felhasználták. Csak lóhúst ettek kevesebbet, mert annak fogyasztása rituális jelleggel bírt. A levágott állatok fejét és lábait félretették a halotti emlékünnepekre, a hús nagy részét pedig kifagyasztva a kamrában tárolták és apránként ették meg, de konzerválták a húst úgy is, hogy lesózva az állat gyomrába tették, és felakasztva tárolták. Így konzerváltak általában birka-, marha-, vagy libahúst. Egy másik módszer szerint a friss húst vékony csíkokra vágták, besózták és egyenként felakasztották a kamrában. A hús fokozatosan kiszáradt, és spirális formát öltött. Használat előtt sokáig áztatták, tavasszal és nyáron használták fel, kásákhoz és levesekhez.
A tejtermékek elsősorban az ünnepi és rituális ételek közé tartoztak.Tejet ritkán fogyasztottak frissen, inkább kefírt vagy aludttejet készítettek belőle. Az udmurt konyha sajátossága, hogy a zsírban sütést nem ismerték. Ételeik nagy részét főzték, kemencében sütötték vagy párolták. Alapélelmiszernek számított a nyany (kenyér), mely általában rozs-, vagy zablisztből készült.
Étkezés után legszívesebben kvaszt, írót, vagy teát ittak. Ünnepi italnak számított a gyenge szesztartalmú szur (házisör) és a 'házipálinka', a kumiska, amit a legnagyobb ünnepeken a déli udmurtok enyhén megmelegítve kínáltak. Édességet alig fogyasztottak. Fontos része volt viszont az ünnepi lakomának a méz, amit kenyérrel, kis kanállal ettek.
Táplálkozásukban rendkívül jelentős szerepe volt még a halászatnak is.

### Tabany
Az ünnepi ételeik közül a legkedveltebb volt a kelt tésztából sütött palacsinta, a tabany. Napjainkban is nagy népszerűségnek örvend. Vastagabb, mint a mi palacsintánk és nem hajtják össze. A palacsita tetejére olvasztott vajat, tejfölt, enyhén sózott túrót, vagy kihűlt krumplipürét tesznek. Nyáron gyümölcsöt is tesznek rá. Tabanyt általában vasárnap reggelente sütöttek, amikor a család együtt volt, vagy ha vendég érkezett a házhoz.

### Perepecsi
Az oroszoktól vették át az egész udmurtiában közkedvelt perepecsit, ami egy különböző töltelékekkel készült kerek “táska”. Északon 5-10 centis volt, míg délen tányér nagyságúra sütötték.

### Pelnyany
Az udmurt konyha leghíresebb étele a pelnyany (fülkenyér). Nevét formájáról kapta. Tésztája régen rozs- és búzaliszt keverékéből készült, tojást nem adtak hozzá. A töltelékbe háromféle darált húst tettek. Marha-, disznó-, és birkahúst kevertek össze apróra vágott hagymával, azzal töltötték meg a tésztát. Húson kívül túróval, gombával vagy káposztával is megtölthették. Általában húslevessel fogyasztották.

### Sanyga
Az északi udmurtok egy kedvelt tésztája a vajas, tejfölös lepény, a sanyga, aminek tetejére krumplipürét, búzadarából készült kását, vagy tejfölt raktak.
A leveseknek nem volt nagy szerepe az ünnepi ételek között, kivételt képez viszont a libahúsleves, amit csak a legrangosabb vendégek kaphattak. Édességet alig fogyasztottak, viszont az ünnepi lakomának fontos része volt a méz amit kenyérrel fogyasztottak, vagy akár kiskanállal ettek. Mézzel ették a friss gyümölcsöket is, mint például a málnát vagy az epret. Az udmurt hagyomány szerint az első méz kóstolójára gyakran meghívták a rokonokat és a közeli ismerősöket. Étkezés után legszívesebben kvaszt, írót vagy teát ittak. Ünnepi italnak számított a szur, ami egy alacsony alkoholtartalmú házisör és a kumiska ‘házipálinka’ is. A déli udmurtok a legnagyobb ünnepekkor enyhén megmelegítve itták.

## Kézművesség
A naturális gazdálkodást folytató udmurt parasztok munkaeszközeik és használati tárgyaik nagy részét a környezetükben viszonylag könnyen hozzáférhető anyagokból, azaz fából és a mezőgazdasági nyersanyagokból maguk készítették. A 19. században a legelterjedtebb mesterségek a szövés, a fonás, a gyékénykészítés, a bocskorfonás, a famegmunkálás, a gyapjú- és a bőrfeldolgozás voltak. Ezeknek a mesterségeknek a többségével a férfiak foglalkoztak. A használati tárgyak, eszközök igen egyszerű technikával készültek, nem is kellett hozzájuk sok szerszám, csak kés, véső, kézi fúró és tű. Bocskorfonással elsősorban az öregek és a kamaszok foglalkoztak, termékeiket házi használatra gyártották, csak ritkán adtak el belőlük egy-egy darabot. A női mesterségek a len-, a kender- és a gyapjúfeldolgozás hosszú és fáradtságos munkájából álltak, ezen kívül a nők hímeztek, varrtak és a viselethez tartozó egyes ékszereket is maguk készítették.

## Népviseletük

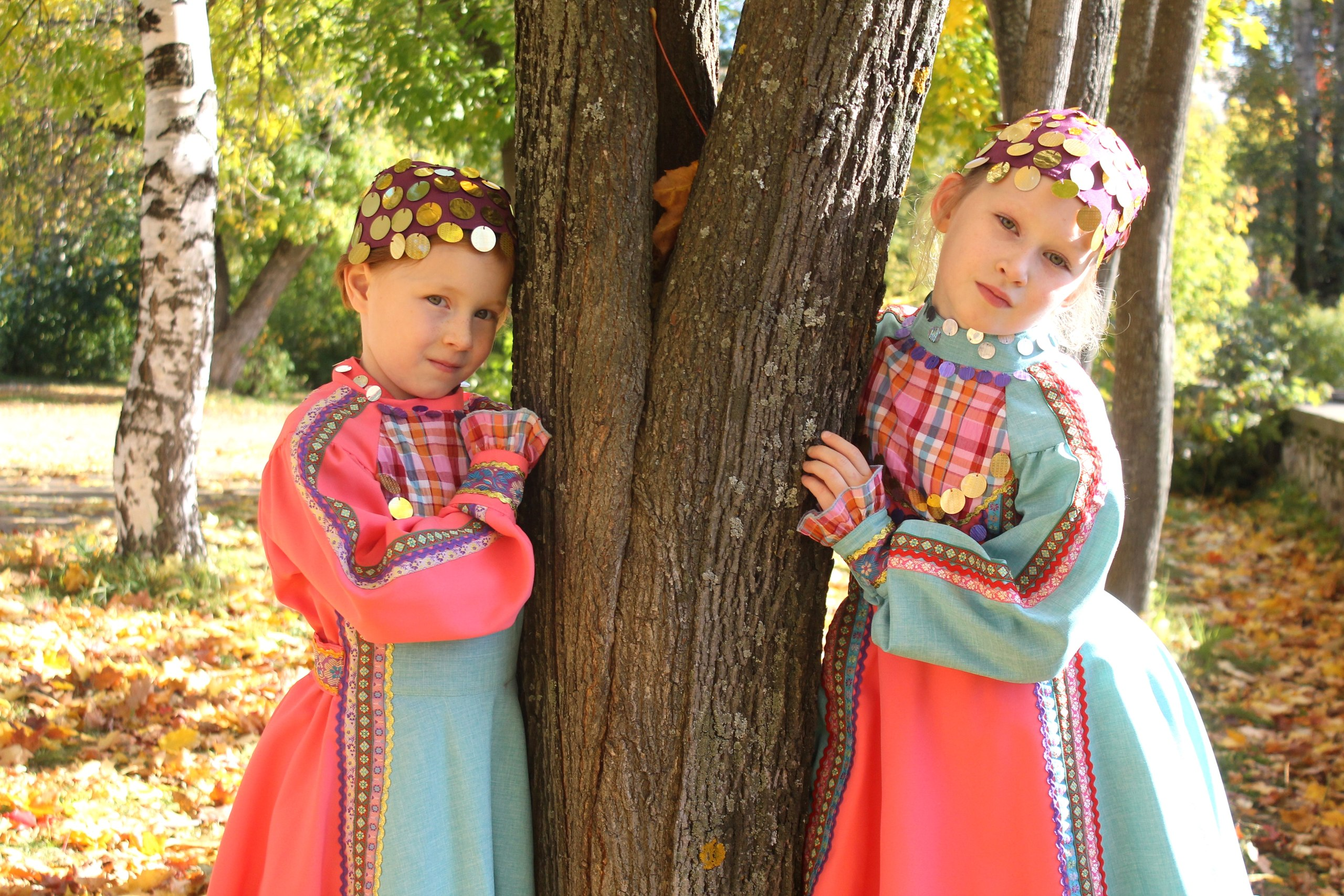
Udmurt gyerekek népviseletben

Az udmurt népviseleten belül három lokális variánst különböztethetünk meg, az északi, a déli és a beszermán viseletet.
Az északi udmurt viselet jellemzője a fehér házivászonból készült, tunika formájú, gallér nélküli ruha, dús hímzéssel az ujján, a mellrésznél és a szélein. Ezt az inget a nyitott kaftánnal együtt viselték. Ruházatuk fontos része volt a derékban végződő kötény, amelyet fonott övvel hordtak. Téli felsőruhájuk mind a nőknek, mind a férfiaknak a vastag posztókaftán és irhabunda volt. Fejükön a lányok leggyakrabban kis vászonsapkát viseltek, alatta homlokpánttal. A férjes asszonyok homlokpántot, dísztörülközőt és tetején kendőt hordtak. Az udmurtok leggyakoribb nyári lábbelije a bocskor volt, amelyet az asszonyok hímzett lenvászon harisnyával viseltek. Téli lábbelijük a halinacsizma. A férfiak hosszított fazonú fehér vászoninget viseltek, jobboldali mellkivágással, melyet a szűk, sötét színű nadrágon kívül, fonott övvel hordtak. Fejviseletük a karima nélküli posztókalap volt.
A déli udmurt női viselet színes háziszőttes, állógalléros ing, felette mellrészes kötény. Kaftánjuk derékban elvágott, lefelé bővülő, csíkos gyapjú szőttes. Fejviseletük, ékszereik, lábbelijük hasonló az északi udmurtokéhoz. A férfiak egyenes nyakkivágású színes, kockás inget, szűk csíkos nadrágot viselnek fehér színű mellrészes köténnyel.
A beszermán viselet köztes helyet foglal el a déli és az északi viselettípusok között.
Napjainkban az udmurtok döntő többsége városi viseletet hord, népviseletet csak az idősebb asszonyok vesznek fel, főleg a középső és a déli országrészben. Északon csak a hagyományőrző együttesek, kizárólag fellépéseik alkalmával öltöznek népviseletbe. Ugyanakkor, az utóbbi időben a népviselet etnikai szimbólummá válását figyelhetjük meg.

## Híres személyiségek
- Grigorij Jegorovics Verescsagin (1851–1930) tanár, író, etnográfus, az első udmurt tudós és költő.
- Gerd Kuzebaj (1898–1937 vagy 1941) költő, nyelvújító, etnográfus. Valamelyik munkatáborban vesztette életét.
- Munkácsi Bernát (1860–1937) az udmurt nyelv és kultúra legismertebb hazai kutatója.